# To Let Ambadi Talkies
A To Let Ambadi Talkies egy 2014-es malajálam nyelven íródott vígjáték,  Sakkir Madathil rendezésében. Sinil Sainudeen és Arjun Ashok is ebben a filmben debütált.

## Szereplők
- Sinil Sainudeen
- Arjun Ashok
- Mukesh
- Nadirshah
- Kottayam Nazeer
- Kalabhavan Shajon
- Harisree Ashokan
- Vijayaraghavan
- Mamukkoya
- Sivaji Guruvayoor
- Devika Nambiar
- Swarna Thomas